# Grândola
Grândola és un municipi portuguès, situat al districte de Setúbal, a la regió d'Alentejo i a la subregió d'Alentejo Litoral. L'any 2006 tenia 14.214 habitants. Limita al nord amb Alcácer do Sal, a l'est amb Ferreira do Alentejo, al sud amb Santiago do Cacém, a l'oest amb l'oceà Atlàntic i al nord-oest l'Estuari del Sado el separa del municipi de Setúbal.

## Població
| Població del concelho de Grândola (1801 – 2004) | Població del concelho de Grândola (1801 – 2004) | Població del concelho de Grândola (1801 – 2004) | Població del concelho de Grândola (1801 – 2004) | Població del concelho de Grândola (1801 – 2004) | Població del concelho de Grândola (1801 – 2004) | Població del concelho de Grândola (1801 – 2004) | Població del concelho de Grândola (1801 – 2004) | Població del concelho de Grândola (1801 – 2004) |
| ----------------------------------------------- | ----------------------------------------------- | ----------------------------------------------- | ----------------------------------------------- | ----------------------------------------------- | ----------------------------------------------- | ----------------------------------------------- | ----------------------------------------------- | ----------------------------------------------- |
| 1801                                            | 1849                                            | 1900                                            | 1930                                            | 1960                                            | 1981                                            | 1991                                            | 2001                                            | 2004                                            |
| 3463                                            | 2528                                            | 7539                                            | 13370                                           | 21060                                           | 16042                                           | 13767                                           | 14901                                           | 14454                                           |

## Freguesies
- Azinheira dos Barros e São Mamede do Sádão
- Carvalhal
- Grândola
- Melides
- Santa Margarida da Serra

## Grândola, Vila Morena
José Afonso va compondre la cançó Grândola, vila morena en homenatge a la Sociedade Musical Fraternidade Operária Grandolense (Societat Musical Fraternitat Obrera de Grândola). Aquesta cançó es va fer famosa en ser escollida com a senyal per a la revolució del 25 d'abril a Portugal. Hi va haver dos senyals. El primer, a les 23h, va ser la cançó E depois do adeus (I després de l'adéu), de Paulo de Carvalho. Grândola, que era el segon, va ser emesa en el programa Limite, de Rádio Renascença, a les 0.20h del dia 25. Va ser el senyal per a l'arrencada de les tropes de Lisboa i la confirmació que la revolució guanyava terreny.